# The Infinite Quest
The Infinite Quest (intitulado "A Busca do Infinito" no Brasil) é um seriado animado baseada na série de ficção científica britânica Doctor Who. Foi feita pela BBC Television, mas não compartilha os mesmos produtores da série live-action. Foi transmitido em doze partes semanais de três minutos e meio cada começando entre 2 de abril e 30 de junho de 2007 dentro do programa Totally Doctor Who. A versão completa foi exibida neste último dia, adicionando um segmento final, dando-o a mesma duração de episódio padrão da série. Ele coincidiu com o episódio final da terceira temporada.

## Enredo
Um alienígena chamado Baltazar está de olho na Terra, planejando comprimir sua população em diamantes. O Décimo Doutor e Martha Jones chegam em sua nave e o detêm. O Doutor liberta o pássaro de Baltazar, Caw, que o leva embora, e acredita que ele acabará no planeta prisão de gelo Volag-Noc em algum momento. Caw leva o Doutor e Martha para seu planeta natal Pheros, onde cospe um datachip, explicando que assim como ele, outros três guardam a localização do Infinito, uma nave espacial antiga que pode conceder às pessoas o desejo de seus corações. Cada datachip leva ao próximo. Enquanto os dois partem em sua jornada, é revelado que Caw está trabalhando para Baltazar.
O Doutor e Martha encontram os três datachips, cada um em um planeta diferente - um em Boukon, um em Myarr e um em Volag-Noc. Depois que eles reúnem todos os três chips, Baltazar os rastreia com o filho de Caw, Squawk, que Caw havia escondido em um presente para Martha em Pheros. Baltazar então toma os dois como reféns, forçando o Doutor a mostrar o caminho para o Infinito. Caw é mortalmente ferido tentando proteger Martha. Depois que o Doutor trava na localização do local, Baltazar assume o controle da TARDIS, derruba o Doutor com uma explosão e o deixa para perecer na neve.
No Infinito, Baltazar ordena que Martha encontre o porão, o que ela faz ao cair acidentalmente no convés. Nele, Martha encontra o Doutor esperando por ela, mas logo percebe que este não é o verdadeiro, mas uma manifestação de seu desejo de que ele estivesse lá. O verdadeiro Doutor chega logo depois, tendo usado Squawk para seguir sua trilha do tempo para alcançá-los. Ele explica que os desejos concedidos pelo Infinito são pouco mais do que ilusões, a última centelha de qualquer ser poderoso que morreu dentro de suas paredes. Uma vez que Martha percebe isso, a manifestação do Doutor pelo Infinito desaparece. Baltazar, no entanto, ainda não percebeu isso; ele está em uma sala repleta de tesouros, alheio aos avisos de Martha sobre a ilusão. O Doutor usa sua chave de fenda sônica para vibrar os destroços, fazendo com que a nave se desintegre. Ele e Martha fogem na TARDIS e Squawk envia Baltazar para Volag-Noc por seus crimes.

## Produção
Um segmento de The Infinite Quest foi exibido a cada semana durante o Totally Doctor Who de 2 de abril a 30 de junho de 2007. O seriado, animado pela Firestep, foi a segunda animação oficialmente licenciada de Doctor Who, o primeiro sendo Scream of the Shalka (2003), que foi animado em Flash. Episódios perdidos do serial The Invasion de 1968 também foram animados para o lançamento em DVD daquela história em 2006. Ambas as animações foram produzidas pela Cosgrove Hall. A BBC descreve a Firestep como "a equipe criativa por trás das aventuras animadas anteriores de Doctor Who para a BBC".
Uma série animada anterior baseada em Doctor Who, que seria produzida pela Nelvana para a CBS, foi planejada na década de 1980, mas fracassou. A arte de produção foi elaborada por Ted Bastien. Três webcasts animados limitados - Death Comes to Time, Real Time e Shada  - foram feitos e "lançados" no site da BBC antes de Scream of the Shalka.
Um segundo seriado animado, Dreamland, foi produzido, exibido e lançado em seis partes no BBC Red Button a partir de 23 de novembro de 2009, e foi transmitido na íntegra na BBC Two em 5 de dezembro de 2009.